# Laura Markéta Mazzarini
Laura Markéta Mazzarini (4. května 1608 Chieti – 9. června 1685 Milán) byla italská šlechtična, sestra kardinála Mazarina, prvního ministra Francie.

## Život
Narodila se v Chieti jako druhorozená dcera Pietra Mazzariniho a Ortensie Buffalini. 
9. července 1634 se provdala za Girolama Martinozziho. Měli spolu dvě dcery, Annu Marii a Lauru.
V roce 1647 byla bratrem Julesem pozvána společně s dětmi a sestrou Girolamou k francouzskému královskému dvoru, kde mohl Lauřiným dcerám najít mocné manžely. Laura žila s ostatními členy rodiny nejprve v Aix-en-Provence, než se nakonec usadili v bratrově paláci u dvora královny Anny Rakouské, v bytě markýzy de La Rochefoucauld.
Dvořané, kteří se snažili získat přízeň mocného Mazarina, žádali o pomoc Lauru a její rodinu a chtěli se jim co nejvíce zavděčit. Královna Anna se osobně postarala o vzdělávání dívek, Lauřiných dcer. Na rozdíl od své sestry Geronimy, která podle slov opata z Choisy "nikdy nikoho neobtěžovala", byla Laura ctižádostivější.
Jejímu bratrovi se podařilo Lauřiny dcery dobře provdat: Lauru za Alfonse IV. d'Este a Annu Marii za Armanda, knížete de Conti.
Laura Markéta Mazzarini byla přes svou dceru Lauru babičkou královny Anglie, Skotska a Irska Marie Beatrice d'Este, manželky Jakuba II. Stuarta.